# السويق (حزم العدين)

تعديل مصدري - تعديل

السويق محلة تابعة لقرية الوقعة، التابعة لعزلة السيدم بمديرية حزم العدين إحدى مديريات محافظة إب في الجمهورية اليمنية، بلغ تعداد سكانها 57 حسب تعداد اليمن لعام 2004.